# Zblewo
Zblewo is een dorp in het Poolse woiwodschap Pommeren, in het district Starogardzki. De plaats maakt deel uit van de gemeente Zblewo en telt 3203 inwoners.

## Verkeer en vervoer
- Station Zblewo